# ثورة الإقطاعيين الثلاثة
ثورة الإقطاعيين الثلاثة (بالصينية: 三藩之亂) المعروفة أيضًا باسم تمرد وو سانغي، هي حركة تمرّد ظهرت في الصين استمرّت من 1673 إلى 1681 في عهد سلالة تشينغ (1644-1912) خلال الحكم المبكر لإمبراطور كانغ شي (حكم 1661-1722). قاد التمرد ثلاثة زعماء إقطاعيات في مقاطعات يونان، وغوانغدونغ، وفوجيان ضد حكومة تشينغ المركزية. مُنحَت ألقاب وراثية للمنشقّين البارزين من شعوب الهان الصينيين الذين ساعدوا مانشو على غزو الصين أثناء الانتقال من حكم سلالة مينغ إلى تشينغ. دُعِم الإقطاعيون من قبل مملكة تونغنينغ لتشنغ جينغ في تايوان، التي أرسلت قوات لغزو بر الصين الرئيسي. بالإضافة إلى ذلك، ثارت بعض الشخصيات العسكرية الثانوية من الهان مثل وانغ فوشين وشاهار مونغول ضد حكم تشينغ. بعد إخماد حركة مقاومة الهان، ألغيت الألقاب الأميرية آنفة الذكر.

## الخلفية التاريخية
في السنوات الأولى من سلالة تشينغ في عهد الإمبراطور شونتزي، لم تكن سلطة الحكومة المركزية قوية ولم يكن الحكام قادرين على السيطرة على المقاطعات في جنوب الصين مباشرة. شرعت الحكومة في سياسة «السماح للصينيين الهان بالحكم على الصينيين الهان أنفسهم»، ما سمح لبعض جنرالات سلالة مينغ السابقة بمساعدتهم على حكم المقاطعات في الجنوب.
يعود السبب في ذلك إلى المساهمات الحاسمة التي قدمها هؤلاء الجنرالات في اللحظات الحاسمة خلال غزو الصين. على سبيل المثال، جلبت البحرية من جينغ تسونغوينغ وشانغ كيكسي استسلامًا سريعًا لجوسون في عام 1636، ما سمح بالتقدم السريع إلى أراضي مينغ دون القلق بشأن ما ورائها. سمح الانشقاق والتعاون اللاحق لـوو شانغي بالاستحواذ على العاصمة مينغ واستقرارها بسرعة. في المقابل، كان على حكومة تشينغ مكافأة إنجازاتهم والاعتراف بتأثيرهم العسكري والسياسي.
في عام 1655، مُنح وو سانجغي لقب «بينغزي برينس» (تعني أمير الإصلاح الغربي) وحكم مقاطعتي يونان وغويتشو. مُنَح شانغ كيكزي وجينغ زونغمينغ لقب «بينغنان برينس» و «جينغنان برينس» بالترتيب (كلاهما يعني أمير الإصلاح الجنوبي)، وكُلِّفا بحكم مقاطعتي غوانغدونغ وفوجيان. تمتّع الجنرالات الثلاثة بتأثير كبير على أراضيهم وبسلطة أكبر بكثير من أي حكام محليين أو إقليميين آخرين. كان لديهم قواتهم العسكرية الخاصة وكان لديهم السلطة لتغيير معدلات الضرائب في إقطاعياتهم.